# Rhinocéros de Bourbon
Oryctes borbonicus
Espèce
Le rhinocéros de Bourbon (Oryctes borbonicus) est une espèce d'insectes coléoptères de la famille des scarabéidés endémique de l'île de La Réunion. Relativement commun, on le rencontre dans les Hauts, en particulier dans les forêts humides et à très haute altitude.

## Description
L'adulte présente un fort dimorphisme sexuel. Le mâle est affublé d'une corne sur le dessus de la tête tandis que la femelle n'en a pas.

## Distribution
Le rhinocéros de Bourbon est l'un des cinq coléoptères de sa famille que l'on rencontre sur l'île. Il est l'un des deux seuls qui soient endémiques.

## Alimentation
La larve vit dans l'humus du sol, dévorant les racines des branles verts (Philippia montana) ainsi que de racines de certaines graminées. Contrairement à ce que certains prétendent, l'adulte ne se nourrit pas du cœur des palmistes, mais de baies tombées au sol et qui y pourrissent. En captivité, l'adulte et la larve se nourrissent de bananes.